# Caravela (vela)

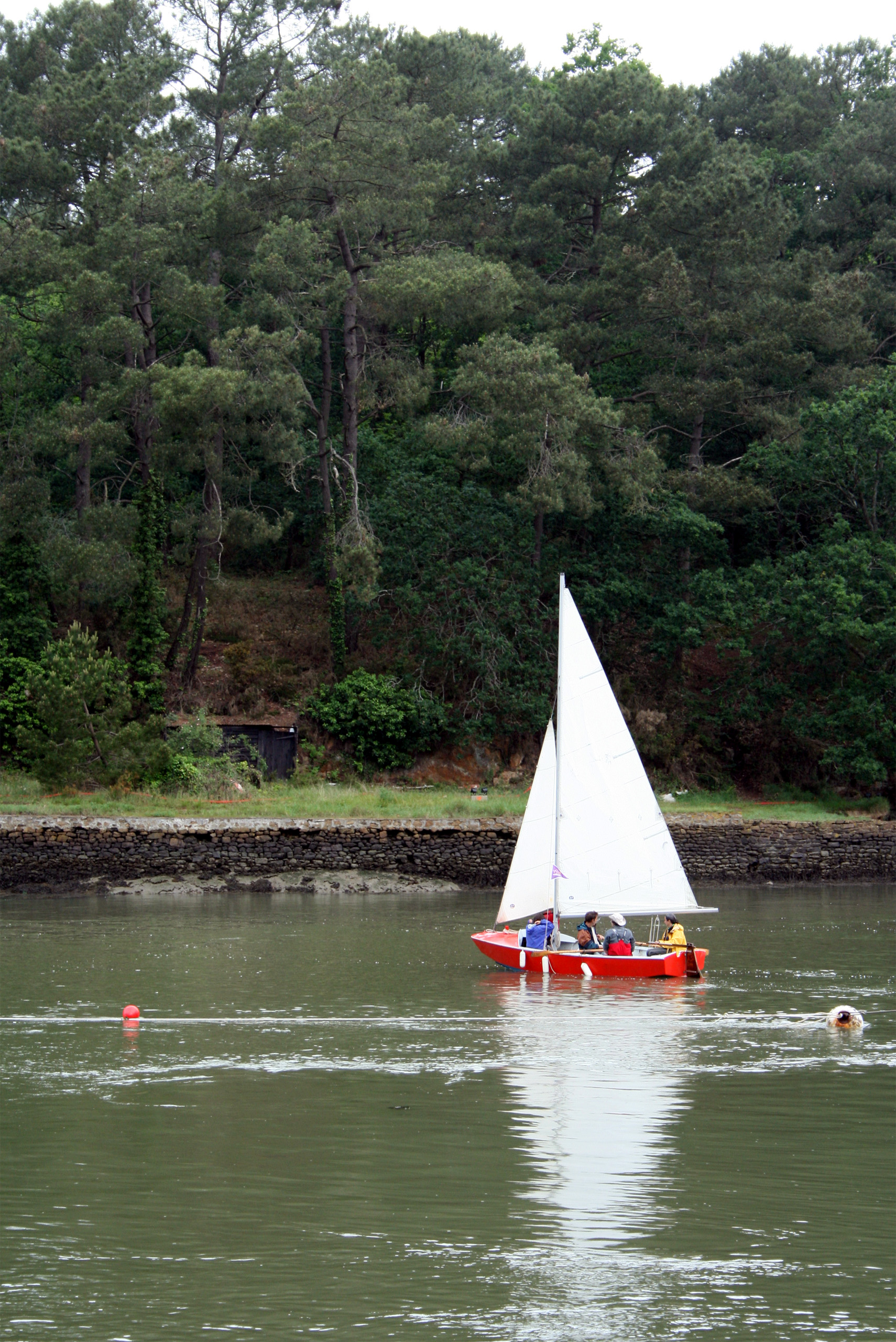
Caravela

Caravela pequeno veleiro escola monotipo desenhado em 1953 para Centro Náutico Les Glénans, na França, pelo arquitecto naval — e "terrestre" — Jean-Jacques Herbulot, velejador olímpico e anterior criador do Vaurien e do Corsaire .
Ao início construído em madeira foi posteriormente fabricado em plástico.  

## Características
- Tripulação — 2 a 6
- Material — Madeira
- Tipo de vela — Bermudiana
- Ano — 1953
- Comprimento — 4,60 m
- Boca (náutica) — 1,80 m
- Superfície vélica — 12 m2
- Deslocamento — 210 kg
- Arquitecto — Jean-Jacques Herbulot